# Enteucha basidactyla
Enteucha basidactyla là một loài bướm đêm thuộc họ Nepticulidae. Nó được tìm thấy dọc theo tây nam bờ biển của Florida, cũng như Dominica, Belize và Ecuador. Có khả năng là loài này có phân bố rộng hơn trong các khu rừng nhiệt đới của Tân nhiệt đới.
Sải cánh dài 4.3-4.9 mm đối với con đực và 5.3-5.4 mm đối với con cái. Con trưởng thành bay vào tháng 1, từ tháng 4 đến tháng 5 và vào tháng 7.
Ấu trùng ăn Coccoloba uvifera trong vùng biển Caribbean.